# 罗氏大厦
罗氏大厦（德語：Roche-Turm）是瑞士城市巴塞尔的一座摩天大楼。它高178米，是瑞士的最高建筑。
该建筑物又称“1号大厦”(德語：Bau 1),由罗氏制药公司出资5.5亿瑞士法郎建造，由赫尔佐格和德梅隆建筑事务所设计。2022年9月高度达205米的研究设施“2号大厦”完成时，耗资达到30亿瑞士法郎。
罗氏大厦于2015年9月18日完工，超过苏黎世的Prime Tower，成为瑞士的最高建筑。后者保持了四年的纪录。严格的规划法意味着在瑞士只有很少的摩天大楼。对于该建筑的建设，设想了抗震措施，它矗立在 143 根钢筋混凝土柱子上。它应该可以承受里氏 6.9 级的地震，因此超过了政府的安全规定。